# See Tình
"See Tình" é um single da cantora vietnamita Hoàng Thùy Linh, incluído em seu quarto álbum de estúdio, LINK, lançado em 2022. O single foi composto pela equipe DTAP, e, na época de seu lançamento, a música recebeu críticas positivas, espalhando-se e tornando-se viral pelo mundo através da rede social TikTok, graças a clipes contendo a música ou passos de dança com a melodia de fundo.

## Composição
A música foi composta e arranjada pelo grupo DTAP, inspirada em elementos da cultura do Delta do Rio Mekong. Hoàng Thùy Linh disse que, quando encontrou inspiração em “See Tình”, lembrou-se da nostalgia de quando tinha 18 anos, quando soube pela primeira vez o que é o amor. A música foi escrita em 2 horas e gravada por Thuy Linh em apenas 2 dias. "See Tình" é um trocadilho com a palavra vietnamita "si tình", que significa "apaixonar-se" ou "loucamente apaixonado".
A canção é descrita como tendo um estilo disco pop e dance-pop e contendo um divertido refrão de estilo retrô com som pentatônico, que leva o ouvinte ao leste do Mekong, junto de uma peça cải lương.

### Vídeo musical

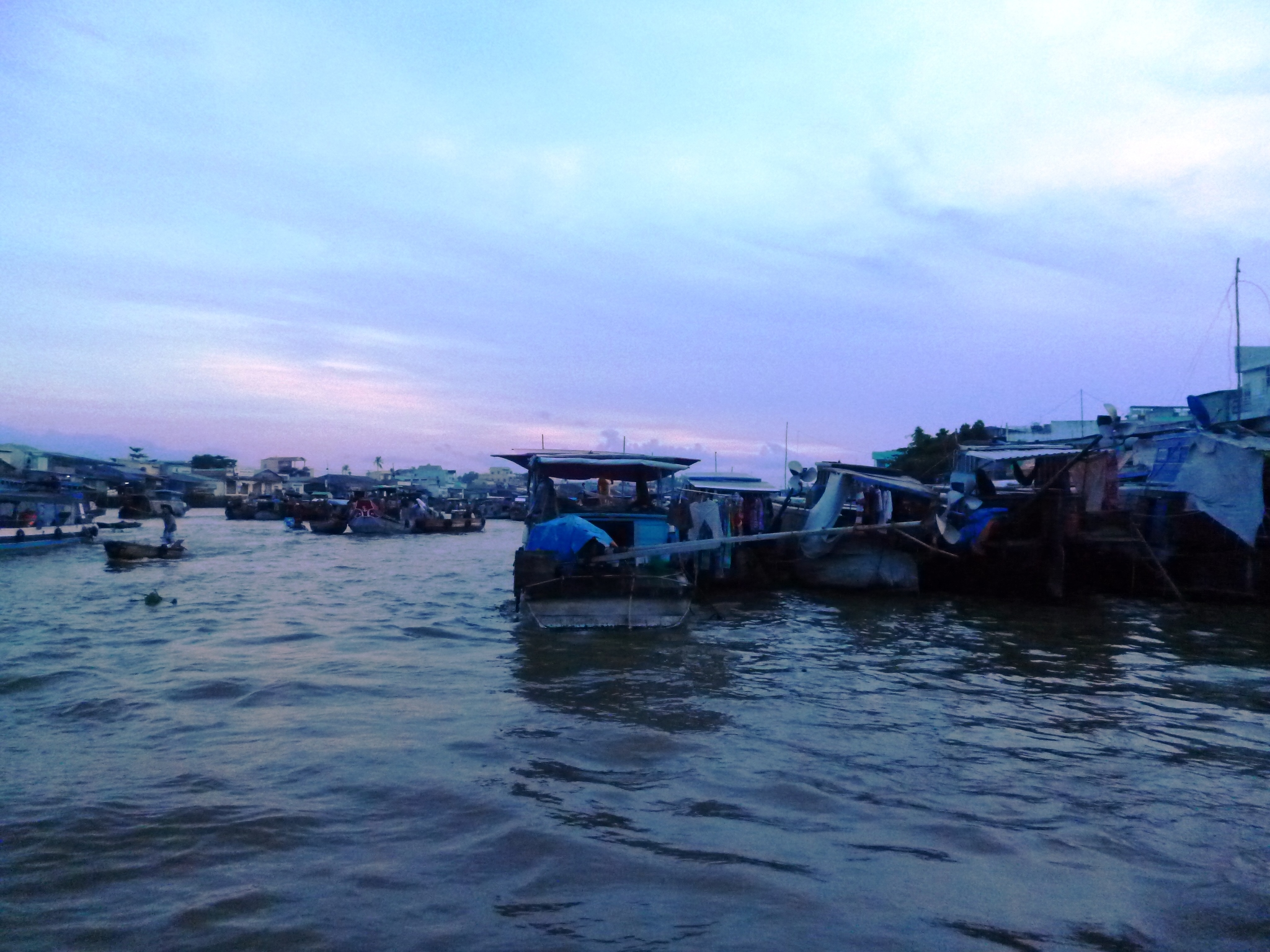
O contexto principal do vídeo musical acontece no mercado flutuante Cai Rang, elemento cultural típico da região sul do Vietnã.

O diretor do videoclipe foi Kawaii Tuan Anh e o roteiro foi escrito por Minh Chau. O estilista do MV foi Hoang Ku. “See Tình” é a segunda música do álbum LINK volume 4 a ser transformada em videoclipe, com lançamento previsto para 2022, depois que o videoclipe de "Ge Que" foi lançado em 1º de janeiro do mesmo ano, ele passou a compor, juntamente com "See Tình" e "Do Quiz", o trio de singles que abriram caminho para o estilo disco da cantora.
O diretor optou por um cenário vietnamita ocidental com "cores simples" complementando a letra da música, uma diferença do cenário nortenho típico dos videoclipes anteriores de Linh. O vídeo fez uso extensivo de CGI, já que cerca de 75% das cenas foram gravadas em tela verde e o tempo de processamento demorou três meses. Sua história gira em torno de uma sereia (Hoàng Thùy Linh) que confessa seu amor a um garoto que trabalha como vendedor de tapetes. O cantor Isaac Phạm também fez uma participação especial no final do videoclipe da música.

## Na cultura popular
“See Tình” ficou mais famosa pela mistura com diversos segmentos de coreografia e principalmente de beat drop, caindo no gosto dos usuários do TikTok, o que a equipe da música diz ser uma estratégia para aumentar o nível de popularidade e divulgação. No entanto, a música realmente ganhou popularidade mundial através de um remix do artista Cucak, que ganhou muito destaque na internet.
Graças à tendência que foi criada no TikTok, muitas celebridades e artistas, do Vietnã e do mundo, fizeram covers da música e realizaram passos de dança ao som dela. Só na China, o número de visualizações relacionados à música é estimado em 4 bilhões. 2 meses após o lançamento da música, o rapper Lee Seung-hoon dançou a coreografia de "Sorry, Sorry" ao som da versão speed up de "See Tình" em um vídeo enviado para sua conta do TikTok, que alcançou mais de 7,6 milhões de visualizações em apenas seis dias. O membro do Super Junior, Shindong, também se uniu ao grupo Hello House para realizar o mesmo passo de dança em um vídeo na plataforma, que teve 8,6 milhões de visualizações. Anteriormente, Sunwoo, membro da banda The Boyz, fez um vídeo com a música de fundo. Diz-se que a origem dessa tendência originou-se de contas pequenas do TikTok, onde integrantes de grupos como BTS e Twice dançavam ao som do single “See Tình” speed up de fundo, dando a sensação de estarem dançando essa música, mas sendo, na realidade, apenas vídeos editados.
A música também apareceu em muitos outros programas de entretenimento famosos, como Hello Saturday, Thanh Xuan Hoan Du Ky. Thai Y Lam, uma cantora e dançarina taiwanesa, também postou um vídeo dançando ao som de See Tìhn em seu perfil do Weibo. Em 31 de janeiro de 2023, durante uma partida de vôlei transmitida pela KBS Sport, a atleta Lee Da-hyeon comemorou, após o time marcar um ponto, dançando a música "See Tinh". O vídeo que registrou essa cena foi posteriormente lançado no perfil da emissora no TikTok e recebeu 37 milhões de visualizações. Na mesma época, o artista e jogador de rugby filipino, Eric Tai, fez muitos clipes reproduzindo os passos dessa música e ganhou centenas de milhões de visualizações.

## Performance nas paradas
| Parada (2022)                   | Melhorar posição |
| ------------------------------- | ---------------- |
| Vietname (Top bài hát Việt Nam) | 1                |
| Vietname (Vietnã Hot 100)       | 2                |